# 聖經恢復本
圣经恢复本（Recovery Version），是李常受主持翻译的多种语言的圣经译本和研读本《圣经》，包括英文、中文（包含繁、簡體）、西班牙文、韩文、俄文、日文、 葡萄牙文、法文、德文、波蘭文、菲律宾语、宿雾语、印尼文、馬來文、泰文和高棉文、緬甸文等语种。中、英文的《新约》恢复本完成于1987年，英文《旧约》恢复本完成于1997年，中文《旧约》恢复本完成于2003年。

## 翻譯參考文本
- 旧约部分根据德国斯图嘎版《希伯来文卷本》（Biblia Hebraica Stuttgartensia）第四版。
- 新约部分依据希腊文Nestle-Aland 第二十六版经文。
- 翻譯過程，参照和合本，尽力保留其语体、节奏等各面优美，并参照二十多种其他译本，例如：King James Version, American Standard Version, New American Standard Version, Revised Standard Version, New International Version, Darby Translation, Revised Version，思高譯本、新舊庫譯本、呂振中譯本、朱寶惠譯本。尽力探究原文精意，不加、不减、不改，用中肯浅顺的语句表达凡照原文直译或古卷差异值得注意之处、均参照七十士译本或其他古代译本。原文可有不同解释或译法者，均加注解释。

## 召會聲稱的特色
- 特别注重忠实于《圣经》原文（旧约是希伯来文，新约是希腊文），逐字、逐句、逐节的翻譯。
- 新旧約各卷都輔以主题及纲目。
- 附有9,600多個李常受的注解和13,000多個串珠經文。

恢復本译本也注重在注解中体现二千年来历代基督徒对圣经中神圣启示认识的结晶，以帮助读者对神圣启示的认识更有进步。倪柝声说，“我们只能从神的话语里得着话，我们只能从光裡得着光，我们只能从启示裡得着启示。这是今天话语执事的路。越过这一个，就是异端。”

### 启示
圣经恢复本的主译者李常受在认识神的话上受倪柝声许多的成全。倪柝声曾送李常受两套书：一套是达秘的五册《圣经略解》，另一套是四册《阿福德给英语读者的新约》（Henry Alford's New Testament for English Readers）。李常受承继倪柝声从主领受的属灵启示与亮光，并参考了历代解经家如文生（Vincent），达秘（Darby），康尼拜尔（Conybeare），阿福德（Alford），华尔客 （Walker），本格尔（Bengel），卫斯特（Wuest），薛夫（Philip Shaff）等人的著作。
例如，启示录二、三章的注解，很多是从倪柝声的著作《召会的正统》一书摘录出来的。又如，传道书三章十一节的注1引用《扩大本圣经》（The Amplified Bible）。引用阿福德者：约壹一7注1，彼后二1注3，提后二17注2，犹一19注2，彼前一3注5等；引用文生者：路六38 注1，徒十七18 注3，徒二十七16 注1，林前十四11 注2，林前十四20 注1，林后十二7 注2，林后二14 注5等；引用卫斯特者：林后七11注9等。

### 注解
恢復本译本的注解分量颇大，特别注重李常受對於真理、生命、属灵，以及关键的历史、地理、人物和动植物的解释。

### 纲目
每卷书的主题、纲目，点出真理的要点，鸟瞰各章、各卷和整本《圣经》。

#### 旧约
| 名           | 主题 |
| ------------ | --- |
| 创世记       | 神创造，撒但败坏，人堕落，耶和华应许拯救。                                                                                 |
| 出埃及记     | 基督是神子民的救赎、拯救和供应，也是他们敬拜并事奉的凭藉，使他们在祂裏面与神建造在一起，而得与神相见，彼此交通，互为居所。 |
| 利未记       | 基督是蒙神救赎的人在交通、事奉和生活上的一切。                                                                             |
| 民数记       | 基督是神子民的生活意义、见证、中心，以及他们行程和争战的领导、道路与目标。                                                 |
| 申命记       | 基督是神子民的指导者和领导者，使他们能进入属天的领域，并有分于祂的丰富。                                                   |
| 约书亚记     | 以色列人占有并得着美地为业，以完成神的经纶。                                                                               |
| 士师记       | 以色列离弃神，遭仇敌击败，渐渐腐败。                                                                                       |
| 路得记       | 一幅完整的表号，说到外邦的罪人，藉着基督的救赎，而与基督联结，与神的选民以色列同被带进神的产业。                             |
| 撒母耳记上下 | 享受神所赐美地之路的例证。                                                                                                 |
| 列王纪上下   | 在神经纶中神行政的对付，连同神的君王职分在地上因着列王而遭破坏与毁灭，以及神公正对付的悲惨结果。                           |
| 历代志上下   | 神在人历史中行动的全部纪事，就是从亚当经过撒母耳到以色列被掳归回，向我们陈明神对付犹大诸王的一些重要细节。                 |
| 以斯拉记     | 以色列人从被掳中归回，重建神的殿，开始了神选民中间照着神的经纶，为着神在地上见证的恢复。                                   |
| 尼希米记     | 重建耶路撒冷的城墙，继续神选民中间祂见证的恢复，以完成祂的经纶。                                                           |
| 以斯帖记     | 拣选以色列人作选民的这位神，在他们被掳到外邦列国中的期间，对他们成了隐藏的神，秘密的照顾他们，并在隐密中公开的拯救他们。   |
| 约伯记       | 神对付祂选民的目的。 |
| 诗篇         | 寻求并接触神的敬虔之人，藉着他们的赞美、祷告、并欢腾的歌唱，表达他们的情绪、感觉、感想和经历。                               |
| 箴言         | 智慧的话，教导人如何在人生中行事为人，并建立他们的性格。                                                                   |
| 传道书       | 所罗门的教训，给人看见在败坏世界裡的人生，都是虚空，都是捕风。                                                             |
| 雅歌         | 一个超绝婚姻裡爱的历史，启示出个别信徒与基督爱的交通中进展的经历。                                                         |
| 以赛亚书     | 耶和华藉着成为肉体、钉死十架、复活、升天、并再来的基督所施的救恩。                                                           |
| 耶利米书     | 基督在神对付以色列和列国时，成为耶和华对神选民的义，作他们的中心和圆周。                                                   |
| 耶利米哀歌   | 耶利米对神的圣城和圣民之忧伤与爱的发表。                                                                                   |
| 以西结书     | 神在荣耀裡向人显现；祂对自己百姓和列国的审判，以及祂选民的恢复，为着建造一个居所，为祂并作祂相互的住处和完全的彰显。       |
| 但以理书     | 神截定给以色列的定命，就是七十个七的内容。                                                                                 |
| 何西阿书     | 耶和华是邪淫背道之以色列的救恩，接受并接纳她回来。                                                                         |
| 约珥书       | 人类政权对以色列四个阶段的残害，以及基督对残害者的毁坏，并祂在复兴时在以色列中间的掌权。                                   |
| 阿摩司书     | 耶和华对以色列和四围列国的审判，以及所产生的复兴。                                                                         |
| 俄巴底亚书   | 耶和华对以扫的对付，以及雅各为着耶和华之国的胜利。                                                                         |
| 约拿书       | 耶和华的救恩，甚至临到外邦人的城尼尼微。                                                                                   |
| 弥迦书       | 耶和华对以色列的责备，以及祂对以色列的复兴。                                                                               |
| 那鸿书       | 耶和华对邪恶亚述之京城尼尼微的审判。                                                                                       |
| 哈巴谷书     | 神先藉着迦勒底人对以色列施行公义的审判，然后又藉着列国对迦勒底人施行公义的审判。                                               |
| 西番雅书     | 耶和华对以色列和列国的审判，以及祂对外邦和以色列的拯救。                                                                   |
| 哈该书       | 耶和华对付被掳归回的人，为着建造祂的殿。                                                                                   |
| 撒迦利亚书   | 耶和华藉着基督的救赎，对祂受管教的选民热切的安慰和应许；基督乃是在屈辱裡，成了他们在被掳中受苦的同伴。                       |
| 玛拉基书     | 耶和华对利未子孙（在以色列中间的祭司）和雅各子孙（以色列人）的对付。                                                       |

#### 新约
| 名             | 主题 |
| -------------- | --- |
| 马太福音       | 国度的福音—证明耶稣基督是君王救主。                                                                                         |
| 马可福音       | 神的福音—证明耶稣基督是奴仆救主。                                                                                           |
| 路加福音       | 赦罪的福音—证明耶稣基督是人救主。                                                                                           |
| 约翰福音       | 生命的福音—证明耶稣基督是神救主，来作生命，使神得扩增。                                                                     |
| 使徒行传       | 复活的基督在升天裡，凭着那灵，藉着门徒，为着产生众召会—神的国—的繁殖。                                                      |
| 罗马书         | 神的福音—将罪人作成神的儿子，构成基督的身体，显为在地方上的召会。                                                           |
| 哥林多前书     | 基督与十字架，是召会一切难处的解答。                                                                                        |
| 哥林多后书     | 新约的职事与执事。 |
| 加拉太书       | 基督顶替律法，与宗教、传统相对。                                                                                            |
| 以弗所书       | 召会—基督的奥秘，基督的身体，作基督的丰满，成为神的丰满。                                                                   |
| 腓立比书       | 经历基督—以基督为生活、为榜样、为目标、为能力及秘诀。                                                                       |
| 歌罗西书       | 基督—包罗万有、在万有中居首位、作神的奥秘与化身，作召会的头与成分，作圣徒的业分、生命、成分、盼望，并作一切正面事物的实体。 |
| 帖撒罗尼迦前书 | 为着召会生活的圣别生活—事奉活神，圣别为人，并等候主来。                                                                     |
| 帖撒罗尼迦后书 | 为着召会生活之圣别生活的鼓励与改正。                                                                                        |
| 提摩太前书     | 神对召会的经纶。 |
| 提摩太後書     | 对召会败落的預防剂。 |
| 提多书         | 召会秩序的维持。 |
| 腓利门书       | 在新人裡信徒身分平等的例证。                                                                                                |
| 希伯来书       | 基督超越犹太教及其一切，祂所完成的新约也比旧约更美。                                                                        |
| 雅各书         | 基督徒实行的完全。 |
| 彼得前书       | 神行政下的基督徒生活。 |
| 彼得后书       | 神圣的供备与神圣的行政。 |
| 约翰一书       | 神圣生命的交通。 |
| 约翰二书       | 禁止有分于异端。 |
| 约翰三书       | 鼓励在真理上的同工。 |
| 犹大书         | 为信仰争辩。 |
| 启示录         | 照神永远的经纶作神行政中心的基督。                                                                                          |

### 串珠
- 指引到相同的辞句与史事，和有关的事物和经言。

## 与和合本的关系
中文圣经恢复本在保证准确的前提下，也尽量保留了华语中最通行的国语和合本的语体、节奏、以及人地名音译。
與和合本的分別，就著經文翻譯方面來說，恢復本改善了和合本有以下缺失：
1. 譯出和合本漏譯的地方（太十32、腓三11）
2. 譯出和合本未盡譯的原意（西二19、加二12、腓一19）
3. 改正和合本的誤譯（太六22、約八44、羅六6、林前二14）
4. 改正和合本的差譯（弗二10、弗四3、西一17）
5. 原文不同的字辭，用不同的翻譯（如提前二5、來七22、約壹二1，和合本所譯的「中保」，原文在上述三處是不同的希臘字，該分別譯作：中保、保證及辯護者）
6. 原文相同的字辭，應盡量用相同的翻譯（如徒三15、來二10、來十二2，以上三處和合本分別譯為：「主」、「元帥」、「創始……的」，但原文是同一字，恢復本把它譯成「創始者」）
7. 「靈」與「魂」的分別
8. 介系詞之辨別

另參王生台〈《聖經和合本》與《聖經恢復本》的比較〉。

## 爭議
《恢复本》下列三处经文，希腊文都是魂。李没有在正文反映出来，只在註解裡說明是魂。
1. 以弗所书6:6：不要只在眼前事奉，像是讨人喜欢的，乃要像基督的奴仆，从心（希腊文是魂，psyche）里实行神的旨意。[15]
2. 歌罗西书3:23：你们无论作什么，都要从心（希腊文是魂, psyche）里作，像是给主作的，不是给人作的。 [16]
3. 希伯来书12:3：那忍受罪人这样顶撞自己的，你们要考量比较，免得疲倦灰心（希腊文是：免得魂[psyche]里疲倦）。[17]

## 外部連結
- 新舊約聖經恢復本（中文）
- 新約聖經恢復本 （页面存档备份，存于）（英文）
- 新旧约生命读经
- 《中文聖經翻譯史》(聖經．中文．翻譯) （页面存档备份，存于）
- 《恢複本》(聖經．中文．翻譯) （页面存档备份，存于）